# North Kawnpui
North Kawnpui è una suddivisione dell'India, classificata come census town, di 6.328 abitanti, nel distretto di Kolasib, nello stato federato del Mizoram. In base al numero di abitanti la città rientra nella classe V (da 5.000 a 9.999 persone).

## Geografia fisica
La città è situata a 24° 05' 18 N e 92° 40' 08 E e ha un'altitudine di 930 m s.l.m..

## Società

### Evoluzione demografica
Al censimento del 2001 la popolazione di North Kawnpui assommava a 6.328 persone, delle quali 3.160 maschi e 3.168 femmine. I bambini di età inferiore o uguale ai sei anni assommavano a 923, dei quali 459 maschi e 464 femmine. Infine, coloro che erano in grado di saper almeno leggere e scrivere erano 5.254, dei quali 2.641 maschi e 2.613 femmine..